# Авизио
Ави́зио (итал. Avisio) — река в Фасской долине Северной Италии, левый приток реки Адидже, протекает по территории провинции Тренто в области Трентино-Альто-Адидже. Длина — 87 км, площадь бассейна 940 км².

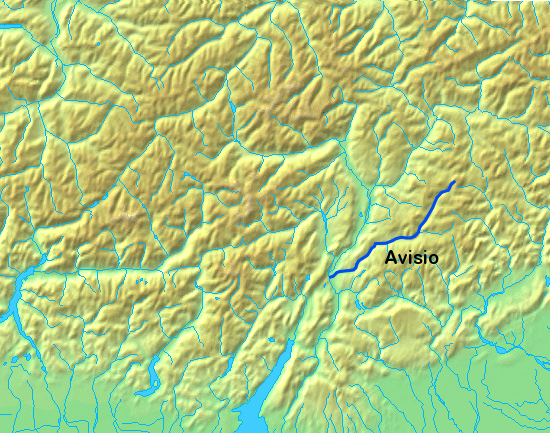
Река Авизио на физической карте

Авизио является горной рекой с большим перепадом высот. Исток находится на горе Мармолада на высоте 2057 м. Далее Авизио протекает в глубоких долинах Валь-ди-Фасса, Валь-ди-Фьемме и Валь-ди-Кембра. В городе Тренто впадает в реку Адидже на высоте 192 метра. Расход воды равен 23,5 м³/с. Имеет несколько притоков длиной от 200 метров до 1,5 км.